# Justin Case
Justin Case (Fernsehtitel: Ein himmlischer Schnüffler) ist ein amerikanischer Fernsehfilm aus dem Jahr 1988. Regie führte Blake Edwards.

## Handlung
Der Detektiv Justin Case wurde ermordet. Die Schauspielerin Jennifer Spalding nimmt dennoch eine Stelle bei dem toten Detektiv an und möchte den Mord an ihrem Arbeitgeber aufklären. Dabei hilft Justin Jennifer aus dem Jenseits, den Mörder zu fassen.

## Wissenswertes
Justin Case war ursprünglich als Pilotfilm für eine Fernsehserie gedacht, welche aber nie zustande kam.

## Kritik
„Reizvoller Pilotfilm einer Fernsehserie, der sich durch liebevolle Inszenierung, einfach gezeichnete, aber glaubwürdige Charaktere und kauzige Nebenfiguren auszeichnet. Unbeschwert-humorvolle Unterhaltung, die geschickt Versatzstücke der Schwarzen Serie" mit Motiven der ‚Topper‘-Gespensterserie verbindet.“